# 渋沢武之助
渋沢 武之助（しぶさわ たけのすけ、1886年〈明治19年〉12月26日 - 1946年〈昭和21年〉6月4日）は、日本の実業家。子爵・渋沢栄一の二男。族籍は東京府平民。

## 人物
渋沢栄一の二男で、渋沢正雄、渋沢秀雄の兄、渋沢篤二の弟、渋沢敬三、渋沢信雄、渋沢智雄の叔父。第一高等学校を経て、東京帝国大学法科大学に学んだが、病を得て半途退学し実業界に入った。
石川島飛行機製作所社長、国産電機相談役、国際産業、十勝開墾、仏国通商、浅野セメント各取締役、日本醋酸製造、大島製鋼、渋沢同族、浅野セメント、東京石川島造船所各監査役、帝国飛行協会理事などをつとめた。
1914年、分家した。趣味は運動。住所は東京市滝野川区西ヶ原町。晩年は戦災で家を焼かれ、自宅の自動車小屋を改造したバラックの中で病死した。

## 家族・親族
渋沢家

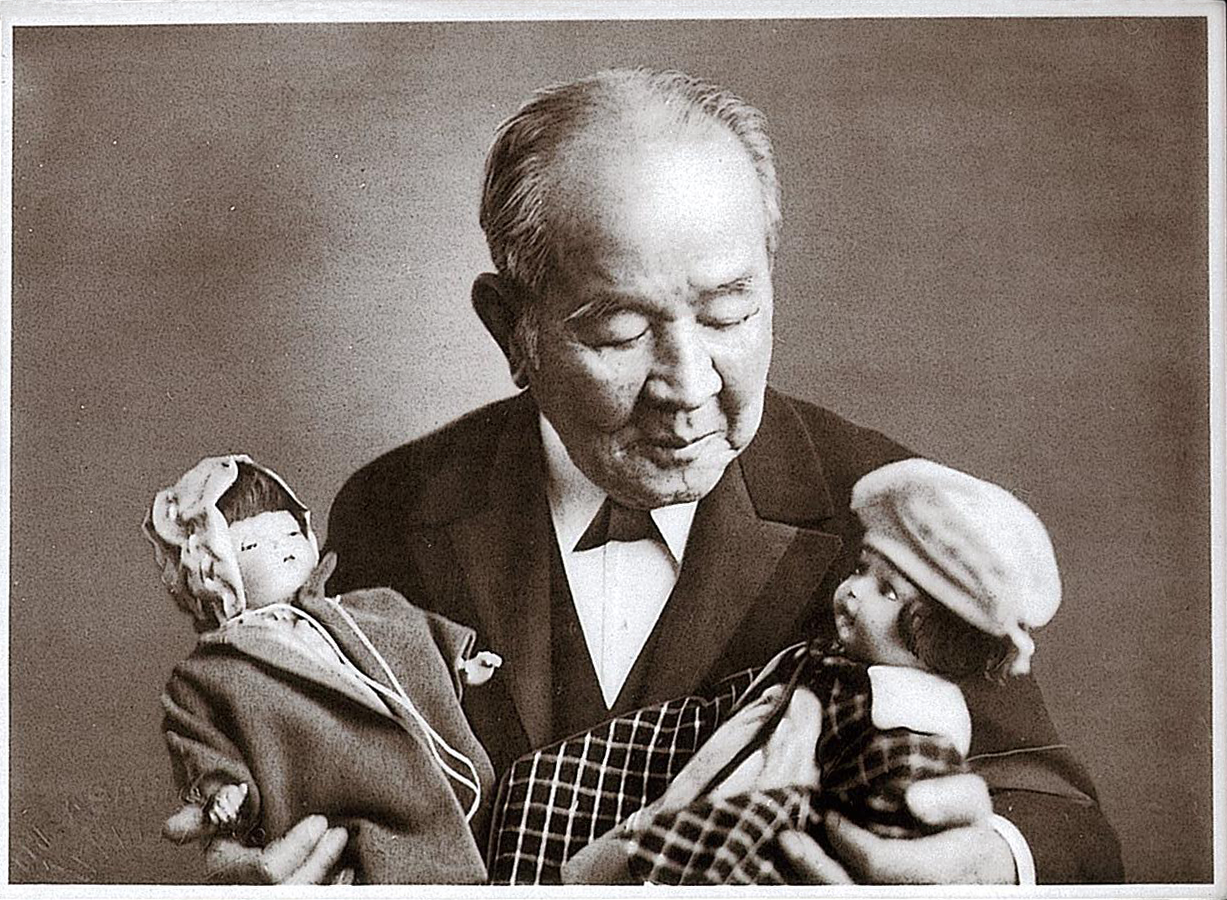
父の渋沢栄一。

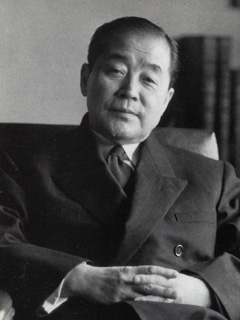
甥の渋沢敬三。

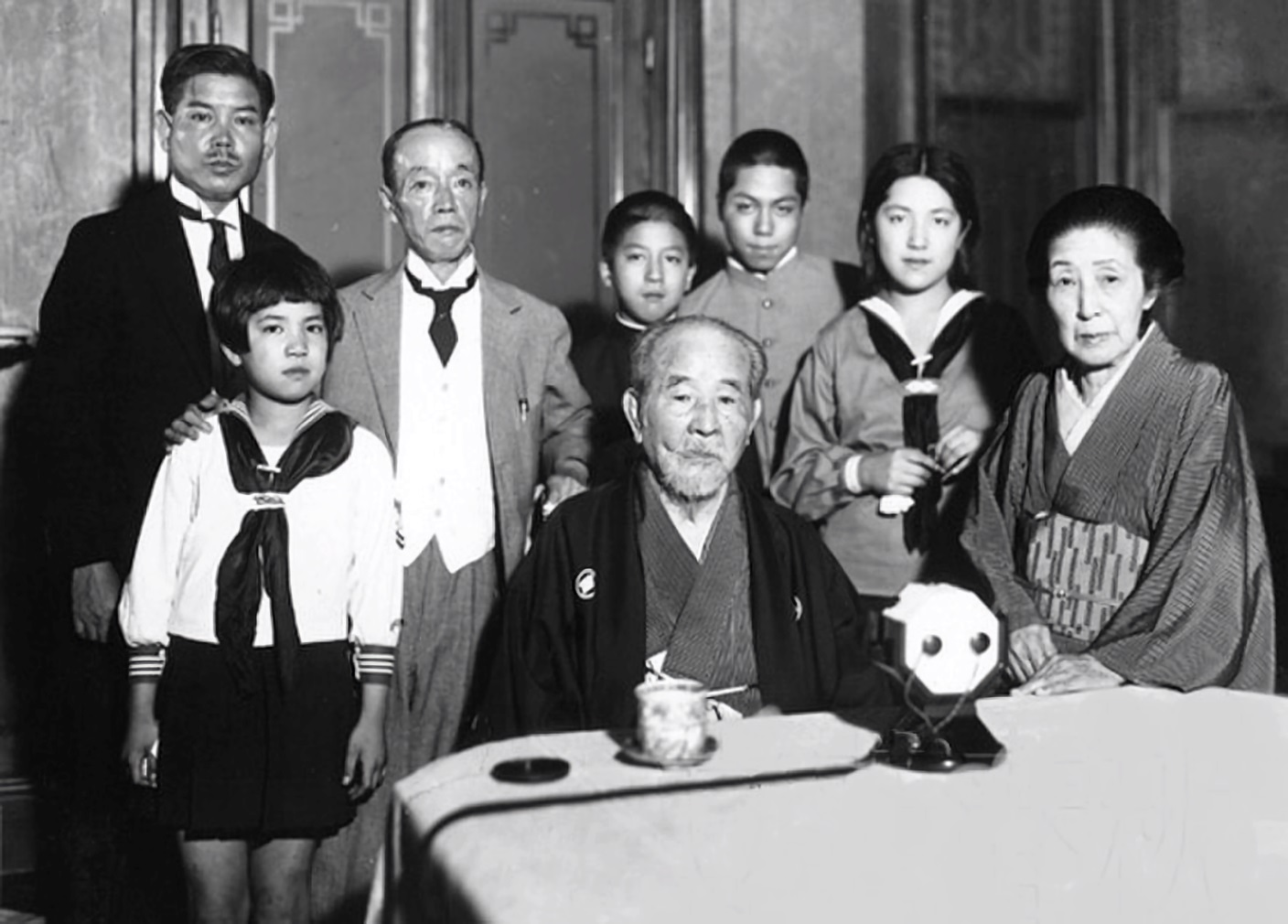
渋沢家。

- 父・栄一（1840年 - 1931年、埼玉県大里郡八基村出身[10]、東京府華族[11]、実業家）[10]
- 母・かね（東京、伊藤八兵衛の長女）[11]
- 兄・篤二[11]（1872年 - 1932年、渋澤倉庫取締役会長）
- 弟
  - 正雄[11]（1888年 - 1942年）岳父に男爵の池田勝吉（池田茂政庶子）
  - 秀雄[11]（1892年 - 1984年）
- 姉、妹[11]
- 妻・美枝（1894年 - 1976年、東京、福原信三の妹[5]、福原有信の四女[11]）
- 養子・言忠（1912年 - ?、古河合名会社勤務、新立川航空機常務、長女の夫、男爵・津軽承靖の弟[4][8]）承靖・言忠兄弟の父・津軽行雅は細川行真の庶子で津軽承昭の娘（庶子）の婿[12]。
- 長女・昭子[4]（1915年 - ？）

親戚
- 渋沢敬三（政治家、実業家）
- 渋沢信雄
- 渋沢智雄
- 明石照男（第一銀行頭取）
- 大川平三郎（富士製紙社長）
- 福原有信（資生堂創業者）
- 福原信三（資生堂社長）
- 穂積重遠（法学者）
- 池田勝吉（男爵）
- 阪谷芳郎（子爵）